# Диаките, Усман
Усма́н Диаките́ (фр. Ousmane Diakite; 3 октября 2000, Мали) — малийский футболист, полузащитник клуба «Вест Бромвич Альбион».

## Карьера
Начал карьеру в малийском клубе «Йелен Олимпик». В июле 2018 года подписал контракт с австрийским «Ред Буллом» до мая 2023 года. Также выступает за фарм-клуб «Лиферинг». 
В составе «Лиферинга» дебютировал 27 июля 2018 года в матче против «Хорна». В своём дебютном матче заработал удаление с поля после двух жёлтых карточек на 39 и 93 минутах.

### Международная
В октябре 2015 года принял участие в юношеском чемпионате мира. Сыграл 3 матча. Сборная Мали вышла в финал, где уступила Нигерии.
В феврале 2019 года заявлен за сборную до 20 лет для участие в кубке африканских наций. На турнире сыграл в 3 матчах. Сборная Мали одержала победу в кубке.

## Достижения
Мали (до 17)
- Финалист юношеского ЧМ: 2015

 Мали (до 20)
- Молодёжный Кубок Африки — 2019